# (11073) Cavell
(11073) Cavell (1992 RA4) – planetoida z grupy pasa głównego asteroid okrążająca Słońce w ciągu 3,72 lat w średniej odległości 2,4 j.a. Odkryta 2 września 1992 roku.